# León Airport (flygplats i Spanien)
León flygplats är en flygplats i Spanien.   Den ligger i provinsen Provincia de León och regionen Kastilien och Leon, i den norra delen av landet, 290 km nordväst om huvudstaden Madrid. León flygplats ligger 916 meter över havet.
Terrängen runt flygplatsen är huvudsakligen platt, men norrut är den kuperad. Runt León Airport är det ganska tätbefolkat, med 86 invånare per kvadratkilometer. Närmaste större samhälle är León, 7,1 km öster om León flygplats. Omgivningarna runt flygplatsen är i huvudsak ett öppet busklandskap.